# Hans Hess (Manager)
Hans Hess (* 1955) ist ein Schweizer Ingenieur, Manager und Unternehmensberater. Er war von 2010 bis 2020 Präsident von Swissmem und Vizepräsident von Economiesuisse.

## Leben
Hess studierte Werkstofftechnik an der ETH Zürich (Dipl. Ing.). Ausserdem erwarb er einen MBA an der University of Southern California und durchlief das Stanford Executive Program an der Stanford University.
Von 1981 bis 1983 arbeitete er als Entwicklungsingenieur bei der Sulzer AG. Danach war er als Bereichsleiter für Polyurethane für Huber+Suhner tätig. Von 1989 bis 1993 war er Vizepräsident bei der Leica Microscopy Group. 1993 wurde er Präsident der Leica Optronics Group. Von 1996 bis 2005 war er Delegierter des Verwaltungsrates und CEO der Leica Geosystems AG. Seit 2006 ist er Inhaber der Unternehmensberatung Hanesco AG. Darüber hinaus ist er Verwaltungsratspräsident von Reichle & De-Massari sowie Vize-Präsident des Verwaltungsrats der dormakaba Holding AG. Von 2007 bis 2019 war er zudem Verwaltungsratspräsident der Comet Holding und von 2006 bis 2011 Verwaltungsratspräsident und anschliessend bis 2019 Vizepräsident der Burckhardt Compression Holding. Seit 2021 ist er Verwaltungsratspräsident von Synhelion.
Bei der Schweizer Armee bekleidet er den Dienstgrad Oberst i Gst aD.

## Politik
Hess setzt sich als Präsident von Swissmem und Vizepräsident von Economiesuisse ein für Freihandel, für eine tiefe regulatorische Dichte für die Industrie sowie für den Abschluss des Rahmenabkommens zwischen der Schweiz und der EU, das eine laufende Anpassung der Bilateralen Verträge erlaubte.

## Auszeichnungen
- Ehrendoktor der Ferris State University, USA
- Ehrenprofessor der Wuhan-Universität, China